# 요꼬하마조선초급학교
요꼬하마조선초급학교(일본어: 横浜朝鮮初級学校 요코하마 조선 초급학교[*])는 일본 요코하마에 위치한 조선학교이다.